# Bazi
Bazi – według „Sumeryjskiej listy królów” trzeci władca należący do dynastii z Mari. Dotyczący go fragment brzmi następująco:
„Bazi (z Mari), wytwórca skór, panował przez 30 lat”